# Liste irischer Eisenbahngesellschaften
Diese Liste enthält eine Übersicht über bestehende und nicht mehr bestehende Eisenbahngesellschaften auf Irland.
Das Eisenbahnnetz auf Irland wird derzeit hauptsächlich von zwei Bahngesellschaften betrieben. In Nordirland ist dies die Northern Ireland Railways und in der Republik Irland die Iarnród Éireann.

## Iarnród Éireann
- Die Holdinggesellschaft Córas Iompair Éireann (operative Gesellschaft von 1945–1987) mit dem Eisenbahnunternehmen Iarnród Éireann (operative Gesellschaft seit 1987)
  - Dublin United Transport Company (0000–1945) (1891–0000 Dublin United Tramways)
    - Dublin Tramways Company (0000–1891)
    - North Dublin Street Tramways Company (0000–1891)
    - Dublin Central Tramways Company (0000–1891)
    - Dublin Southern Tramways (1896)
    - Dublin Southern Districts Tramways
    - Blackrock and Kingstown Tramway

  - Great Southern Railways (1925–1945)
    - Great Southern Railway (1924–1925)
      - Great Southern and Western Railway (1844–1924)
        - Irish South Eastern Railway (1848–0000)
        - Waterford and Central Ireland Railway (1877–1900)
          - Central Ireland Railway (0000–1877)
          - Waterford and Kilkenny Railway (0000–1877)

        - Waterford, Limerick and Western Railway (0000–1901)

      - Midland Great Western Railway (1845–1924)
      - Cork, Bandon and South Coast Railway (1888–1924) (1849–1888: Cork and Bandon Railway)
        - Cork and Kinsale Junction Railway (1863–1879)
        - Ilen Valley Railway (1877–1879)
        - West Cork Railway (1866–1879)

    - Dublin and South Eastern Railway (1906–1925) (1846–1860: Waterford, Wexford, Wicklow and Dublin Railway, 1860–1906: Dublin, Wicklow and Wexford Railway)
      - Dublin and Kingstown Railway (1834–1854)
      - City of Dublin Junction Railway
      - New Ross and Waterford Extension Railway

    - Arigna Colliery Extension Railway (0000–1925)
    - Athenry and Tuam Extension to Claremorris Railway (0000–1925)
    - Athy and Wolfhill Colliery Railway (0000–1925)
    - Ballinacarthy and Timoleague Junction Light Railway (0000–1925)
    - Ballinrobe and Claremorris Light Railway (0000–1925)
    - Baltimore Extension Railway (1893–1925)
    - Bantry Extension Railway (1881–1925)
    - Castlecomer Railway (  –1925)
    - Cavan and Leitrim Railway (1883–1925)
    - Clonakilty Extension Railway (1886–1925)
    - Cork and Macroom Direct Railway (0000–1925)
    - Cork and Muskerry Light Railway (1883–1925)
    - Cork, Blackrock and Passage Railway (1846–1925)
    - Cork City Railway (0000–1925)
    - Donoughmore Extension Light Railway (0000–1925)
    - Loughrea and Attymon Light Railway (0000–1925)
    - Schull and Skibbereen Tramway and Light Railway (1892–1925)  (1883–1892: West Carberry Tramways and Light Railways)
    - South Clare Railways (1884–1925)
    - Southern of Ireland Railway (0000–1925)
    - Timoleague and Courtmacsherry Extension Light Railway (0000–1925)
    - Tralee and Dingle Light Railway (1888–1925)
    - Tralee and Fenit Railway (1887–1925)
    - Waterford and Tramore Railway (1853–1925)
    - West Clare Railway (1883–1925)

  - Hill of Howth Tramway (1901–1959)

## Northern Ireland Railways
- Northern Ireland Railways (seit 1968) (1966–1968: Ulster Transport Railways)
  - Ulster Transport Authority (1948–1966)
    - Belfast and County Down Railway (1846–1948)
      - Belfast, Holywood and Bangor Railway (1865–1884)
      - Downpatrick, Dundrum and Newcastle Railway (1869–1884)

    - Northern Counties Committee der Midland Railway, ab 1925 der London, Midland and Scottish Railway (1903 –1949)
      - Ballycastle Railway (1875–1924)
      - Belfast and Northern Counties Railway (1860–1903)  (1848–1860: Belfast and Ballymena Railway)
        - Ballymena, Ballymoney, Coleraine and Portrush Junction Railway (1855–1861)
        - Ballymena, Cushendall and Red Bay Railway (1872–1884)
        - Ballymena and Larne Railway (1874–1889)
        - Carrickfergus and Larne Railway (1862–1890)
        - Draperstown Railway (1883–1895)
        - Derry Central Railway (1880–1901)
        - Londonderry and Coleraine Railway (1852–1871)
        - Portstewart Tramway  (1882–1897)

      - Limavady and Dungiven Railway (1883–1907)

## Great Northern Railway
- Great Northern Railway (Ireland) (1876–1958)
  - Banbridge, Lisburn and Belfast Railway (1863–)
  - Dublin and Antrim Junction Railway (1871–1879)
  - Irish North Western Railway (1862–1876) (1849–1862: Dundalk and Enniskillen Railway)
  - Londonderry and Enniskillen Railway (1845–1883)
  - Northern Railway of Ireland (1875–1876)
    - Dublin and Drogheda Railway (1836–1875)
    - Dublin and Belfast Junction Railway (1845–1875)

  - Portadown, Dungannon and Omagh Junction Railway (1855–1876) verpachtet an die Ulster Railway
  - Ulster Railway (1836–1876)
  - Enniskillen and Bundoran Railway (1866–1896) (Enniskillen, Bundoran and Sligo Railway)

## Weitere Bahngesellschaften
- Bessbrook and Newry Tramway (1884–1948)
- Castlederg and Victoria Bridge Railway (1883–1933)
- Cavehill and Whitewell Tramway
- Clogher Valley Tramway (1884–1941)
- County Donegal Railways Joint Committee (gemeinsames Unternehmen von Midland Railway und Great Northern Railway (Ireland)) (1906–1959)
  - Donegal Railway (1892–1906)
    - Finn Valley Railway (1863–1892)
    - West Donegal Railway (1879–1892)
- Dublin and Blessington Steam Tramway (1888–1832)
- Dublin and Lucan Tramway (1880–1925)
- Dundalk, Newry and Greenore Railway (1863–1957) im Besitz der London and North Western Railway
- Fishguard and Rosslare Railways and Harbours (gemeinsames Unternehmen von Great Western Railway und Great Southern and Western Railway)
- Giant’s Chauseway, Portrush and Bush Valley Railway and Tramway (1880–1949)
- Listowel and Ballybunion Railway (1886–1924)
- Londonderry and Loch Swilly Railway (1853–1953)
  - Letterkenny and Burtonport Extension Railway
- Sligo, Leitrim and Northern Counties Railway (1875–1957)
- Strabane and Letterkenny Railway (1909–1959) Betrieb durch das CDRJC
- Waterford, New Ross and Wexford Junction Railway (–1876) Gemeinsames Eigentum der Great Southern and Western Railway und der Dublin, Wicklow and Wexford Railway

## Museumseisenbahnen
- Connemara Railway
- Downpatrick and County Down Railway
- Fintown Railway
- Foyle Valley Railway
- Giant’s Causeway and Bushmills Railway
- Listowel and Ballybunion Railway
- Stradbally Woodland Railway
- Waterford and Suir Valley Railway
- West Clare Railway

## Interessen- und Rekordgruppen
- Irish Traction Group
- Railway Preservation Society of Ireland

## Museen und historische Ausstellungen
- Castlerea Railway Museum
- Cavan and Leitrim Railway
- Donegal Railway Heritage Centre
- Ulster Folk and Transport Museum